# 860年
| 千纪： | 1千纪                                                                                           |
| 世纪： | 8世纪 \| 9世纪 \| 10世纪                                                                        |
| 年代： | 830年代 \| 840年代 \| 850年代 \| 860年代 \| 870年代 \| 880年代 \| 890年代                       |
| 年份： | 855年 \| 856年 \| 857年 \| 858年 \| 859年 \| 860年 \| 861年 \| 862年 \| 863年 \| 864年 \| 865年 |
| 纪年： | 庚辰年（龙年）；唐大中十四年，咸通元年；南诏建极元年；裘甫罗平元年；日本貞觀二年                |

## 大事记
- 浙東觀察使王式擊裘甫，擒送長安，斬杀。[1]
- 南詔第八代國王世隆改元建极，改国号为大礼，自称皇帝，以西京阳苴咩城为中都，东京鄯阐府为上都。
- 南詔第一度攻陷交趾。
- 俄羅斯人第一次出現於君士坦丁堡。

## 出生
- 厄德，西法兰克国王。
- 若望十世，天主教教宗。
- 李存賢，李克用义子。
- 杨再思 (五代)，五代十国时期飛山蛮的首長

## 逝世
- 埃塞尔博尔德 (威塞克斯)，威塞克斯的国王。
- 李灌，唐宣宗之子。
- 李绅 (袁王)，唐顺宗之子。
- 李固言，唐朝大臣。
- 李沂 (慶王)，唐宣宗之子。
- 劉暀，唐末民變領袖。
- 裘甫，唐末民變領袖。